# Пољчане
Пољчане (словен. Poljčane) је насељено место и седиште истоимене општине у Подравској регији, Словенија.

## Историја
До територијалне реорганизације у Словенији било је у саставу старе општине Словенска Бистрица.

## Становништво
У попису становништва из 2011. године, Пољчане је имало 1.153 становника.
| Број становника према пописима | Број становника према пописима | Број становника према пописима |
| ------------------------------ | ------------------------------ | ------------------------------ |
| 1991                           | 2002                           | 2011                           |
| 1.192                          | 1.159                          | 1.153                          |

Напомена: Године 1957. настало је спајањем насеља Махарска вас и Пекел при Пољчанах, која су укинута. Године 1988. и 2016. извршене су мање размене територија између насеља Пољчане и Сподње Пољчане. Године 2017. извршена је мања размена територија између насеља Чадрамска вас, Лушечка вас, Пољчане, Сподња Брежница, Сподње Пољчане и Становско.

## Галерија
- библиотека
- железничка станица